# 冀中能源集团
冀中能源集团有限责任公司，簡稱冀中能源集團（英語：Jizhong Energy Group Company Limited），是以煤炭、医药、航空（原河北航空，现已被厦门航空收购）、化工、电力、装备制造、现代物流等業務。它的总部位于河北邢台。现董事長为杨国占，总经理为杨忠东。在2020年，冀中能源股份為冀中能源分支在福布斯全球2000大上市公司排行榜中位列第1631名。
从2015年，冀中能源集团占了全球工业温室气体排放量的0.5%，所以该企业是全球气候变化的最大原因之一，对健康、生计、粮食安全、水供应、人类安全和经济增长产生巨大风险。

## 历史
其集團由2008年6月由河北金牛能源集团与峰峰集团合併而成。也是中國國有企业之一。在2012年美国财富杂志评选的世界500强排名中，位列第330位；2013年再躍升為至311位；2014年再躍升為至307位。
旗下上市公司包括冀中能源股份（000937.SZ）、華北製藥（600812.SS）、河北金化（600722.SS）等等。
2018年5月26日，該公司旗下冀中能源华北医疗健康产业集团於石家莊成立。